# Oksetunge
Oksetunge (Anchusa) er en slægt med ca. 40 arter, som er udbredt i Europa, Nordafrika og Vestasien. Det er urteagtige planter (enårige, toårige eller stauder) med opret, busket vækst. Stænglerne er tykke og stivhårede, og bladene er modsatte og helrandede med stive hår på begge sider. Blomsterne er samlet i endestillede stande. Frugterne er nødder eller kapsler med mange frø. Her omtales kun de arter, som er vildtvoksende i Danmark, eller som dyrkes her.
Rødderne af Oksetunge indeholder anchusin (eller alkanet-rød ),  et rødbrunt harpiksfarvestof. Det er uopløseligt i vand, men opløseligt i metanol, kloroform og dietylæter.
| Arter |

- Italiensk oksetunge (Anchusa azurea)
- Krumhals (Anchusa arvensis)
- Lægeoksetunge (Anchusa officinalis)

## Eksternt link
- Molekylær systematik for Rublad-familien og særligt Oksetunge